# Neutralino
Neutralinos sind hypothetische Elementarteilchen, die in supersymmetrischen Theorien der Elementarteilchenphysik auftreten.
Diese Theorien zeichnen sich dadurch aus, dass jedem (Quanten-)Feld ein Partnerfeld zugeordnet wird, das sich im Spin vom Original um den Betrag 1/2 unterscheidet. Da die Ausgangsfelder hier Bosonen sind (ganzzahliger Spin), müssen die Neutralinos selbst somit Fermionen sein (halbzahliger Spin). Insbesondere sind Neutralinos Majorana-Fermionen, d. h., sie unterscheiden sich nicht von ihren Antiteilchen. Die Neutralinos dürfen nicht mit den Neutrinos verwechselt werden, welche ebenfalls Fermionen ohne elektrische Ladung sind.

## Vier Neutralinos im MSSM
Im minimalen supersymmetrischen Standardmodell (MSSM) sind Neutralinos Überlagerungszustände (Mischungen, Linearkombinationen) aus Superpartnern sowohl elektrisch als auch farbneutraler Eich- und Higgsfelder. Bei ersteren handelt es sich um die Gauginos {\displaystyle {\tilde {W}}^{0}} (Wino, Partner des W0) und {\displaystyle {\tilde {B}}^{0}} (Bino, Partner des B0), bei letzteren um die Higgsinos {\displaystyle {\tilde {H}}_{a}^{0}} und {\displaystyle {\tilde {H}}_{b}^{0}} (Partner der Higgs-Bosonen {\displaystyle H_{a}^{0}} und {\displaystyle H_{b}^{0}}).
Eine direkte Identifikation eines Neutralinos mit einem Partnerfeld eines Eich- oder Higgsfelds ist im Allgemeinen nicht möglich, da diese meist keine definierte Masse haben. Üblicherweise werden die in einem Modell vorhandenen Neutralinos aufsteigend nach ihrer Masse benannt. Im MSSM sind dies Neutralino 1 bis 4, abgekürzt mit {\displaystyle {\tilde {\chi }}_{1}^{0}\dots {\tilde {\chi }}_{4}^{0}} (manchmal auch {\displaystyle {\tilde {N}}_{1}^{0}\dots {\tilde {N}}_{4}^{0}}).

## Alternative Zusammensetzung
Die postulierten Neutralinos können auch als Superposition der ungeladenen Konstrukte Photino {\displaystyle {\tilde {\gamma }}} und Zino {\displaystyle {\tilde {Z}}^{0}} (anstelle von Wino {\displaystyle {\tilde {W}}^{0}} und Bino {\displaystyle {\tilde {B}}^{0}}) mit den ungeladenen Higgsinos ausgedrückt werden.
Photino {\displaystyle {\tilde {\gamma }}} und Zino {\displaystyle {\tilde {Z}}^{0}} sind nämlich selbst bereits Linearkombinationen von {\displaystyle {\tilde {W}}^{0}} und {\displaystyle {\tilde {B}}^{0}}, in derselben Weise wie nach dem Standardmodell Photon {\displaystyle \gamma } und Z0-Boson, die elektrisch neutralen Eichbosonen der elektroschwachen Wechselwirkung, aus den neutralen Eichfeldern W0 und B0 hervorgehen:
{\displaystyle {\Psi _{\gamma } \choose \Psi _{Z^{0}}}={\begin{pmatrix}\cos \theta _{W}&\sin \theta _{W}\\-\sin \theta _{W}&\cos \theta _{W}\end{pmatrix}}{\Psi _{B^{0}} \choose \Psi _{W^{0}}}}
{\displaystyle \Rightarrow {\Psi _{\tilde {\gamma }} \choose \Psi _{{\tilde {Z}}^{0}}}={\begin{pmatrix}\cos \theta _{W}&\sin \theta _{W}\\-\sin \theta _{W}&\cos \theta _{W}\end{pmatrix}}{\Psi _{{\tilde {B}}^{0}} \choose \Psi _{{\tilde {W}}^{0}}}.}
Dabei ist {\displaystyle \theta _{W}} der Weinbergwinkel und {\displaystyle \Psi } die Wellenfunktion.
Wegen der noch unberücksichtigten Mischung der Felder {\displaystyle {\tilde {\gamma }}} und {\displaystyle {\tilde {Z}}^{0}} mit den ungeladenen Higgsinos sind Photino und Zino im Allgemeinen keine Kandidaten für beobachtbare Teilchen.

### Szenarien für die beiden leichten Neutralinos
Moortgat-Pick und Fraas
haben für die beiden leichteren Neutralinos {\displaystyle {\tilde {N}}_{1}^{0}} und {\displaystyle {\tilde {N}}_{2}^{0}} drei verschiedene Szenarien untersucht. Dabei unterscheiden sich jeweils die Stärken der Anteile Photino {\displaystyle {\tilde {\gamma }}}, Zino {\displaystyle {\tilde {Z}}^{0}} und Higgsinos {\displaystyle {\tilde {H}}_{a}^{0}} und {\displaystyle {\tilde {H}}_{b}^{0}} an der Mischung, wodurch unterschiedliche Identifizierungen der beiden Neutralinos mit einzelnen Anteilen nahegelegt oder auch unmöglich gemacht werden:
| Neutralino        | {\displaystyle {\tilde {N}}_{1}^{0}} | {\displaystyle {\tilde {N}}_{1}^{0}} | {\displaystyle {\tilde {N}}_{1}^{0}} | {\displaystyle {\tilde {N}}_{1}^{0}} | {\displaystyle {\tilde {N}}_{2}^{0}} | {\displaystyle {\tilde {N}}_{2}^{0}} | {\displaystyle {\tilde {N}}_{2}^{0}} | {\displaystyle {\tilde {N}}_{2}^{0}} |
| ----------------- | ------------------------------------ | ------------------------------------ | ------------------------------------ | ------------------------------------ | ------------------------------------ | ------------------------------------ | ------------------------------------ | ------------------------------------ |
| Mischungs- anteil | {\displaystyle {\tilde {\gamma }}}   | {\displaystyle {\tilde {Z}}^{0}}     | {\displaystyle {\tilde {H}}_{a}^{0}} | {\displaystyle {\tilde {H}}_{b}^{0}} | {\displaystyle {\tilde {\gamma }}}   | {\displaystyle {\tilde {Z}}^{0}}     | {\displaystyle {\tilde {H}}_{a}^{0}} | {\displaystyle {\tilde {H}}_{b}^{0}} |
| Szenario A        | +0,94                                | −0,32                                | −0,08                                | −0,07                                | +0,34                                | −0,90                                | −0,16                                | −0,23                                |
| Szenario B        | +0,67                                | −0,63                                | −0,13                                | −0,09                                | +0,65                                | -0,75                                | −0,18                                | −0,10                                |
| Szenario C        | +0,10                                | −0,17                                | −0,19                                | −0,96                                | +0,06                                | −0,31                                | −0,92                                | −0,24                                |

(A) Beim leichtesten Neutralino {\displaystyle {\tilde {N}}_{1}^{0}} überwiegt die Photino-Komponente und beim zweitleichtesten {\displaystyle {\tilde {N}}_{2}^{0}} die Zino-Komponente, die Higgsinos spielen jeweils nur eine geringe Rolle. In diesem Fall könnte man also die beiden leichtesten Neutralinos mit dem Photino und dem Zino (ungefähr) gleichsetzen.
(B) {\displaystyle {\tilde {N}}_{1}^{0}} und {\displaystyle {\tilde {N}}_{2}^{0}} sind beide etwa zu gleichen Teilen aus Photino- und Zino-Komponente zusammengesetzt, die Higgsinos spielen ebenfalls nur eine untergeordnete Rolle. Eine Zuordnung ist nicht möglich, allerdings bleiben die elektroschwachen Gauginos (weitgehend) unter sich.
(C) Bei den beiden leichten Neutralinos {\displaystyle {\tilde {N}}_{1}^{0}} und {\displaystyle {\tilde {N}}_{2}^{0}} gibt es jeweils nur geringe Anteile von Photino und Zino, dafür aber starke Komponenten der Higgsinos {\displaystyle {\tilde {H}}_{a}^{0}} bzw. {\displaystyle {\tilde {H}}_{b}^{0}}. Dies legt eine entsprechende Gleichsetzung der beiden leichten Neutralinos mit den neutralen Higgsinos nahe.

## Leichtestes Neutralino als WIMP-Kandidat
Von besonderer Bedeutung ist das leichteste Neutralino. In vielen Modellen ist es stabil, hat eine Masse von einigen hundert GeV/c² (Protonmasse zum Vergleich: 0,94 GeV/c²) und aufgrund seiner fehlenden elektrischen Ladung eine geringe Wechselwirkung mit Licht. Daher wäre es als leichtestes supersymmetrisches Teilchen (LSP) ein vielversprechender Kandidat für Dunkle Materie, ein sogenanntes WIMP. Die Particle Data Group gab 2006 als experimentelle untere Grenze für die Neutralinomasse 46 GeV/c² an.